# (16759) Furuyama
(16759) Furuyama (1996 TJ7) – planetoida z pasa głównego asteroid okrążająca Słońce w ciągu 4,54 lat w średniej odległości 2,74 j.a. Odkryta 10 października 1996 roku.